# 리파트 알아사드
리파트 알아사드(Rifaat al-Assad, رفعت الأسد, 1937년 8월 22일 ~ )는 시리아 전 대통령 하페즈 알아사드의 동생이자 현 대통령 바샤르 아사드의 삼촌으로, 1984년부터 1998년까지 시리아의 부통령을 지냈다.
리파트는 시리아에서 소수를 차지하는 시아파에 속하는 과격한 분파인 알라위파(Alawi) 신자이며 시리아 서부에 위치한 도시인 카르다하(Qardaha) 출신이다. 1982년 하마 대학살을 주도한 인물로 알려져 있으며 현재 런던에 거주하고 있다. 별명은 타드모르의 도살자("Butcher of Tadmor")이다.